# Editorial Claret
L'editorial Claret és una societat limitada unipersonal que actualment integra en una sola empresa l'Editorial Claret, la Llibreria Claret i la Distribuïdora Claret. Va ser creada pels Missioners Claretians de Catalunya, primer com a «Tipografía Claret», una sucursal de l'Editorial Corazón de María, de Madrid, i, a partir del 1940, amb el nom de «Gráficas Claret», que canvià, el 1966, per l'actual. Es va fundar per tal de recollir una de les activitats a les quals el seu fundador, sant Antoni Maria Claret, va donar molta importància: la difusió de l'Evangeli a través de la premsa escrita.

## Història
El pare Claret va tenir una intensa activitat com a escriptor a partir de la publicació del Camí dret i segur per arribar al cel, llavors un petit opuscle de 48 pàgines, l'any 1843. Se sap el seu pensament sobre el servei de la paraula escrita perquè a la seva Autobiografia, en parlar dels mitjans d'apostolat, li dedica una extensió considerable. Aquest interès també es va plasmar en projectes concrets, el més conegut dels quals és la Llibreria Religiosa, fundada el 1847 amb l'aleshores bisbe de la Seu d'Urgell Josep Caixal i Estradé i de la qual n’és l'impressor Pau Riera i Soler. Aquesta editorial tenia la seva seu a Barcelona, al carrer Avinyó, i entre els anys 1848 i 1866 la seva producció va superar els 2,8 milions de llibres.
Des de l'any 1926 l'Editorial manté una activitat constant, tot i que inicialment la seva denominació va ser «Gràfiques Claret». Durant els anys del Concili Vaticà II (1961-1966) aquesta activitat, ja sota el nom d'Editorial Claret, esdevé més intensa i més regular. La Llibreria Religiosa va tancar el 1869 i és l'entitat predecessora de l'actual Editorial Claret, fundada el 1926.

## Llibreria Claret

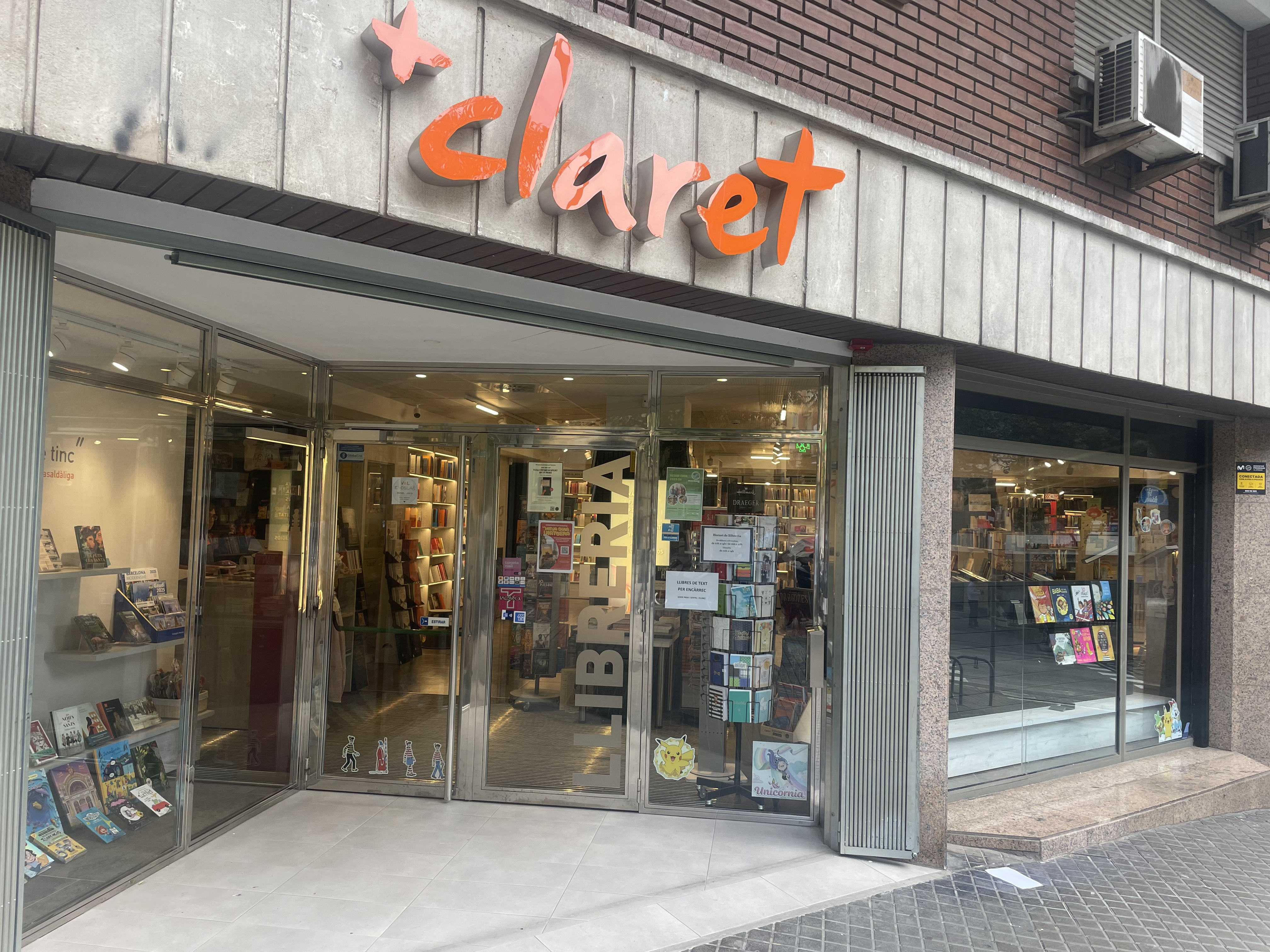
La Llibreria Claret es va traslladar a Gràcia, a la seu actual, el setembre del 2022.

L'editorial, la llibreria i la distribuïdora formen part dels claretians i són activitats a les quals Sant Antoni M. Claret va donar molta importància. Sant Antoni M. Claret es va adonar de la gran importància de l’ús de la premsa escrita per a la tasca de comunicació de l’Evangeli. Tenim notícia de la seva intensa activitat com escriptor, a partir de la primera publicació del Camí Dret-llavors un petit opuscle de 48 pàgines- l’any 1843. Coneixem el pensament de Claret sobre el servei de la paraula escrita perquè a la seva Autobiografia, en parlar dels mitjans d’apostolat, li dedica una extensió considerable (cf. n. 310-333 de l'Autobiografia de Sant Antoni M. Claret). Aquest interès de Claret es va plasmar en projectes concrets, el més conegut dels quals; la Llibreria Religiosa, la producció de la qual entre els anys 1848 i 1866 supera els 2.800.000 llibres, i els 5.000.000 comptant-hi els opuscles i fulls volants. Per fidelitat a aquesta història, l’Editorial Claret té com a missió promoure el desvetllament, la iniciació, la formació i la transmissió de la fe cristiana, i en general de valors humanitzadors, a través de l'edició, venda i distribució de llibres i materials audiovisuals.
La Llibreria Claret, fundada l’any 1971, és un referent del llibre religiós a Catalunya i a Espanya. Està situada al barri de Gràcia de Barcelona, al número 410 del carrer Sicília, al voltant del nucli claretià de Gràcia, on hi ha el Col·legi Claret, l’Esportiu Claret i el Santuari-Parròquia del Cor de Maria. La llibreria té un espai per a 50 persones on es duen a terme presentacions de llibres, conferències, taules rodones i activitats adreçades als més petits. Des del 1971 fins al 2022 la seu de la llibreria i l’editorial va ser al costat de la plaça Urquinaona.